# Aného
Aneho, Aného, Anecho o Anécho è una città costiera nel sud-est del Togo, distante 45 chilometri dalla capitale Lomé. È situata nella Regione Marittima, ad ovest della foce del Fiume Mono e del confine con il Benin e a sud-est del Lago Togo, su una striscia di terra tra la laguna e il mare larga circa 2 km.
La città si sviluppò a causa del commercio degli schiavi organizzato dai portoghesi. Fu capitale del Togoland per un breve periodo tra il 1884 e il 1897; dopo il trasferimento della capitale a Lomé perse gradualmente di importanza.
I maggiori punti di sostentamento per la città sono l'agricoltura e la pesca con relative industrie.
Vi sono chiese protestanti del tardo ottocento, persistono però anche culture vudù.